# Cheiroglossa
Cheiroglossa, biljni rod iz porodice Ophioglossaceae smješten u potporodicu Ophioglossoideae. 
Postoje dvije priznate vrste iz neotropika , Afrike i Indijskog oceana.

## Vrste
1. Cheiroglossa malgassica (C.Chr.) Pic.Serm.
2. Cheiroglossa palmata (L.) C.Presl

## Sinonimi
- Ophioglossum subgen.Cheiroglossa (C.Presl) Clausen
- Ophioglossum sect.Cheiroglossum (C.Presl) T.Moore